# USS Steamer Bay (CVE-87)
L’USS Steamer Bay (CVE-87) est un porte-avions d'escorte de classe Casablanca de l'US Navy construit à partir de 1943 par Kaiser Shipyards à Vancouver (Washington) et mis en service en 1944.